# Шакалий рог

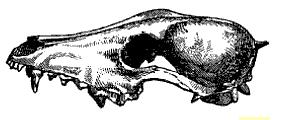
Череп Шри-Ланкийский шакал с рогом

Шака́лий рог — костяной конусообразный нарост, вырастающий на черепах некоторых обыкновенных шакалов. В Южной Азии ему приписывают магические силы. Рог обычно имеет длину около сантиметра и иногда покрыт длинным пучком волос.
В XIX веке на Шри-Ланке его называли «narric-comboo». Тамилы и сингалы традиционно считают, что это мощный амулет, исполняющий желания владельца и могущий самостоятельно возвращаться назад, когда его теряют. Некоторые сингалы верят, что рог делает обладателя неуязвимым в любом судебном деле.
В Непале целители и знахари считают, что рог помогает выигрывать в азартных играх и отгоняет злых духов. У народности тхару из непальского региона Бардия считают, что шакалий рог втягивается и появляется наружу только, когда шакалы воют стаей. Охотник, которому удается добыть рог, помещает его в серебряную шкатулку с киноварью, которая, как считают, служит рогу источником питания. Тхару считают, что рог дает владельцу возможность видеть в темноте и соблазнять женщин.
В некоторых других регионах шакалий рог называется «seear singhi» (перс. «seah» — чёрный, хинд. «singh» — рог) и привязывается к шее ребёнка. Люди из низших каст иногда продают рога, полагают, что на самом деле они изготовлены из оленьих рогов ради продажи доверчивым людям.
В Бенгалии считают, что если положить шакалий рог в сейф, количество денег в сейфе может увеличиться в три раза. Этим пользуются некоторые преступники в Бенгальском Санси, они предлагают жертвам поддельные шакальи рога и предлагают положить их в сейф. Таким образом они обнаруживают местоположение сейфа.